# Oxidase
Oxidase là các loại enzyme xúc tác cho phản ứng oxy hóa-khử liên quan đến phân tử oxy (O2) là chất nhận electron. Trong các phản ứng này, oxy bị khử thành nước (H2O) hoặc hydro peroxide (H2O2).
Các oxidase thuộc nhóm oxidoreductase.

## Ví dụ
Một ví dụ quan trọng là cytochrome c oxidase, là enzym quan trọng cho phép cơ thể sử dụng oxy trong việc tạo ra năng lượng và là thành phần cuối cùng của chuỗi truyền electron. Các ví dụ khác nhu:
- glucose oxidase
- monoamine oxidase
- cytochrome P450 oxidase
- NADPH oxidase
- Xanthine oxidase
- L-gulonolactone oxidase
- laccase
- lysyl oxidase

## Thử nghiệm Oxidase
Trong vi sinh vật học, thử nghiệm oxidase được sử dụng như một đặc điểm hiển thị trong việc xác định các chủng vi khuẩn; nó xác định liệu một loại vi khuẩn có tạo ra các cytochrome oxidases hay không.